# ルーデンス
株式会社ルーデンス（Ludens Co., Ltd.）は、かつて存在したCM映像を中心とした日本のCG・VFX制作会社。
代表取締役の増尾隆幸は日本のVFX業界団体・VFX-JAPANで理事を務める。
2021年1月1日付で株式会社TTRに吸収合併され、解散した。株式会社TTRは同月4日付で吸収合併され、株式会社TREE Digital Studioとなっている。

## 参加作品

### 映画
- 2000年『ウルトラマンティガ THE FINAL ODYSSEY』
- 2002年『ウルトラマンコスモス2 THE BLUE PLANET』
- 2002年『劇場版 とっとこハム太郎 ハムハムハムージャ! 幻のプリンセス』
- 2003年『ゴジラ×モスラ×メカゴジラ 東京SOS』
- 2004年『下妻物語』
- 2004年『いぬのえいが』
- 2004年『ゴジラ FINAL WARS』
- 2006年『嫌われ松子の一生』
- 2006年『ハチミツとクローバー』
- 2008年『パコと魔法の絵本』
- 2009年『ホッタラケの島 〜遥と魔法の鏡〜』
- 2009年『ヤッターマン』
- 2010年『告白』
- 2011年『映画 怪物くん』
- 2014年『渇き。』

### その他
- 2000年『GUNDAM THE RIDE』